# Furigana
Furigana (振り仮名, ふりがな? pronunție în japoneză [ɸɯɾigaꜜna] sau pronunție în japoneză [ɸɯɾigana]) este un mod ajutător de a citi limba japoneză, fiind reprezentat de scrierea unor kana mai mici lângă caracterele kanji (caractere ideografice) sau alte caractere, cu scopul de a indica pronunția acestora. În japoneză, mai poartă numele de yomigana (読み仮名?) și rubi (ルビ? pronunție în japoneză [ɾɯꜜbi]). În limba japoneză modernă, furigana este utilizat de obicei pentru a explica anumite kanji mai rare, cu pronunție nestandardizată sau ambiguă, sau pentru a ajuta copii să citească.

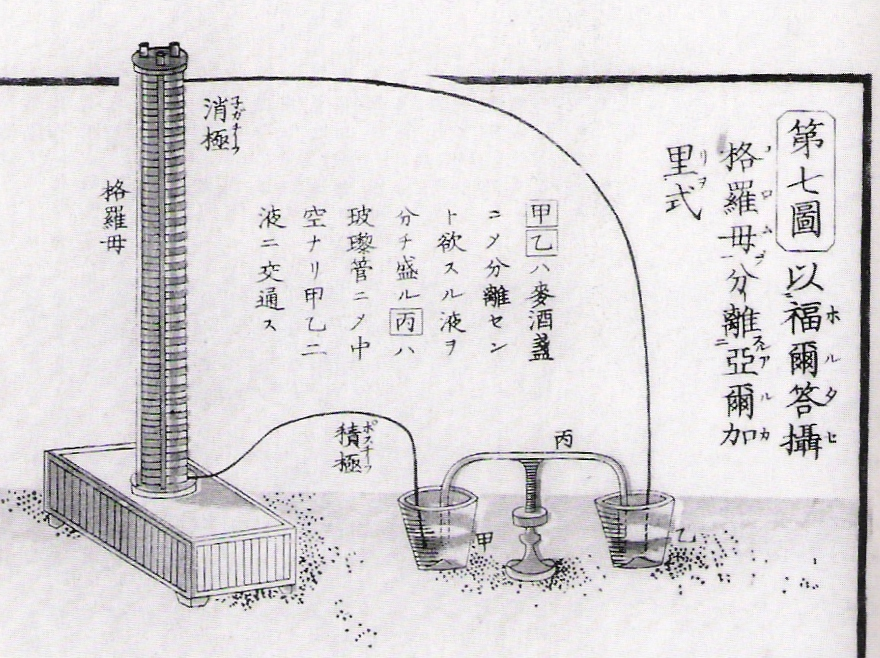
O descriere a bateriei lui Volta din Introduction to Chemistry (Seimi Kaisō) de Udagawa Yōan, publicată în 1840

Furigana este scris de cele mai multe ori utilizând hiragana, deși katakana, romaji sau alte kanji pot fi utilizate în anumite cazuri speciale. În ceea ce privește orientarea, în textul scris vertical (tategaki) furigana este plasat în partea dreaptă a textului, iar în textul scris orizontal (yokogaki), furigana este plasat deasupra textului, precum se poate observa mai jos:
| 漢 | か ん |
| 字 | じ    |

| かん | じ |
| 漢   | 字 |

În acest exemplu, se indică pronunția cuvântului kanji, format din două ideograme kanji: 漢 (kan, scris în hiragana かん) și 字 (ji, scris în hiragana じ).